# مارثا كاهون
مارثا كاهون (بالإنجليزية: Martha Cahoon)‏ هي فنانة أمريكية، ولدت في 1905، وتوفيت في 1999.